# Isabel Cajide
Isabel Cajide Pérez-Moure, conocida como Isabel Cajide (Galicia, 1921–Madrid, ?) fue una escritora, periodista y editora española, promotora del arte moderno y cofundadora de la revista Artes.

## Trayectoria
Escribió en su juventud, en 1940, obras de teatro infantil dentro de las actividades de la Sección Femenina. Más adelante, ya en los años 70, estuvo relacionada con el arte como Jefa de la Sección de Exposiciones de la Dirección General del Patrimonio Artístico, Archivos y Museos del Ministerio de Cultura.
Ejerció en principio como periodista y como redactora de noticias locales de reseñas de exposiciones de las salas de arte existentes en España, muy escasas en los años 40 y 50 (la Galería Biosca, Galería Neblí y otras). Introduciéndose en el mundo del arte contemporáneo, promovió artistas y especialmente fomentó la crítica de arte como una disciplina específica, fundando y editando  conjuntamente con la abogada y política Belén Landáburu la revista Artes, que fue referencia del arte moderno en España hasta su final en 1974.
Cajide y Landáburu lanzaron en mayo de 1961 el primer número de la revista Artes, subtitulada “exposiciones estudios crítica", con un cuaderno de papel doblado en 24 hojas, con artículos breves. Se convirtió después en revista quincenal, alcanzando gran prestigio. Cajide, además de dirigir la revista, apoyó a artistas modernos que comenzaban entonces su carrera, escribiendo reseñas sobre muchos de ellos, como Gloria Alcahud,  André Bloc, Juan Giralt, Juan Genovés, Esther Boix,y Amalia Avia, artista con una especial incidencia social en sus pinturas. 
Tras la desaparición de la revista, continuó en el mundo del arte moderno como escritora y como comisaria de exposiciones de arte a través del Ministerio de Cultura e iniciativas relacionadas. Fue directora de la revista Bellas Artes, del Patronato Nacional de Museos del Ministerio de Cultura,  y en 1975 fue comisaria de la exposición y redactora del catálogo de La mujer en la cultura actual (sobre Gloria Alcahud, Amalia Avia, Isabel Baquedano, Menchu Gal y otras), realizada en el Palacio de Fuensalida de Toledo. Publicó una monografía sobre el pintor y vitralista Carlos Muñoz de Pablos, en 1977,  y en 1984 un estudio sobre Cuatro generaciones de pintores madrileños: Rosales y sus descendientes. Fue redactora del catálogo de la Feria de Arte Contemporáneo ARCO de 1990.

## Reconocimientos
La asociación Hispania Nostra le dedicó un homenaje: “Isabel Cajide y el arte contemporáneo”, con una conferencia el 28 de noviembre de 2023.